# Сражение при Реме (1793)
Сражение при Реме (фр. Raismes) или сражение 8 мая — одно из сражений весенней кампании 1793 года войны первой коалиции эпохи французских революционных войн, произошедшее 8 мая 1793 года. Французская армия во главе с дивизионным генералом Огюстом Дампьером атаковала армию союзников герцога Саксен-Кобург-Заальфельдского. Французы во второй раз попытались снять блокаду крепости Конде и несмотря на первоначальный успех после гибели своего командующего вынуждены были отойти.

## Перед сражением
После неудачной первой попытки 1 мая деблокировать осажденный союзниками Конде по настоянию представителей в миссии от Национального конвента Дампьер на этот раз решил направить свои основные силы на Клерфайта, расположившегося лагерем между Виконем и Эскопоном на Шельде. Наступление 1 мая показало, что правый фланг союзников слишком слаб, хотя Кобург подтянул свои правофланговые подразделения к центру и поручил герцогу Йоркскому защищать Молд.
Дампьер также решил ограничить атаки к востоку от Шельды незначительными демонстрациями, сосредоточив основное наступление против Клерфайта у Рема и против герцога Йоркского у Молда и Сент-Амана.
Атаки на три пункта неприятеля должны были начаться одновременно. Левый фланг под командованием Доминика-Проспера Шермона должен был двинуться на Румежи. Центр, возглавляемый Ла Марльером, должен был наступать на Сент-Аман. Правый фланг, под командованием Шарля Депонша, должен был захватить Виконь и присоединиться справа к частям генерала Эдувиля, у которого был приказ атаковать Рем с фронта. Сам Дампьер должен был находиться у Анзена.
Другие отряды, призванные содействовать достижению общей цели, должны были выйти из Мобёжа и Ле Кенуа и атаковать расположенные перед ними войска противника.
Этот план, все ещё имевший недостаток в том, что не было собрано достаточно сил для главного удара, несомненно, был лучше, чем неделей раньше, но он не учитывал того, что с тех пор союзники получили подкрепления и прикрыли свои позиции ретраншементами и засеками.

## Ход сражения
Отряды, вышедшие из Мобёжа и Ле Кенуа, были вынуждены отступить после того, как встретили сильное сопротивление в Бавэ и Женлене и потеряли несколько десятков человек.
Первые две колонны без особых препятствий двинулись в направлении Румежи и Сент-Амана, но генерал Депонш тщетно пытался объединиться с дивизией Эдувиля, которая вышла из Валансьена. Усиленный семью батальонами, посланными ему генералом Ла Марльером, он надеялся, что захватит аббатство Виконь, несмотря на упорство, с которым его защищали элитные войска и батареи с 17-фунтовыми орудиями. Прибытие нескольких батальонов английской гвардии поддержало пруссаков и позволило им сохранить свои позиции.
Успех общей атаки мог зависеть от объединения всех усилий на одном пункте. Главнокомандующий республиканской армией, осознавший всю важность этого, послал несколько батальонов к Депоншу, чтобы поддержать его атаку. Прибывшие подкрепления поначалу почти захватили Рем, но австрийцы, внезапно огнем картечи из многочисленных артиллерийских орудий заставили их остановиться. Французы, получив новое подкрепление, возобновили атаку при поддержке Эдувиля, который подошел со своей стороны к Рему. Им снова удалось занять часть деревни, но австрийцам, укрепившимся большими силами на отличной позиции и при опоре на два редута снова удалось артиллерийским огнем остановить атаку французских батальонов.
Дампьер, раздосадованный этим упорным сопротивлением, понимая, что от захвата Рема зависит успех дня, сам возглавил пять батальонов и вместе с ними бесстрашно двинулся вперед к редутам. Они уже успели открыть первый огонь, когда офицер, командовавший этой атакой, заметил Дампьеру, что здесь ему не место, и попросил подкрепления из трех батальонов, пообещав при помощи этих новых сил занять редут, прикрывавший Рем. Дампьер, действительно, двинул вперед оставшиеся три батальона. Он рекомендовал войскам продолжить атаку только тогда, когда он отдаст приказ, желая согласовать её с действиями Депонша и Эдувиля. Он отъехал в сторону, чтобы узнать положение войск этих генералов, но едва Дампьер оказался в пределах досягаемости выстрела противника, как ядро настигло его и задело бедро. Это роковое событие ослабило энергию войск, особенно в пунктах, ближайших к Рему. Наступление в целом приостановилось.
Генерал Ламарш принял на себя исполнение обязанности главнокомандующего и вместе с присутствовавшими комиссарами Конвента отдал приказ прекратить наступление и отступить, что и произошло немедленно.

## Результаты
Дампьер, доставленный в Валансьен, умер там на следующий день утром, оплакиваемый всей армией, которая ценила его патриотизм и мужество. Арьергарды французов остались на опушке Виконского леса, прикрытые многочисленными засеками, но 9 мая Клерфайт выбил их оттуда.